# Hospice autrichien pour la Sainte Famille

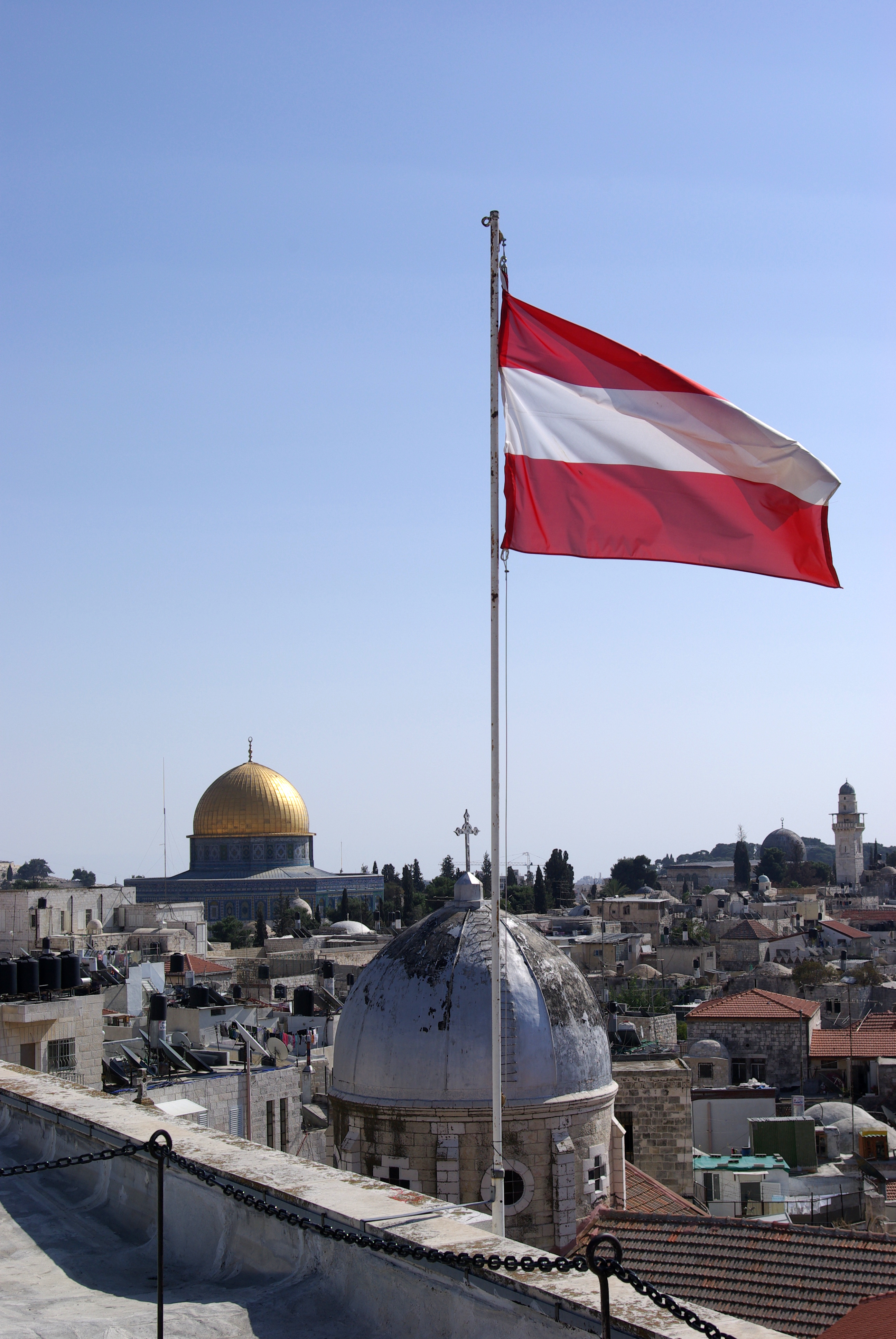
La terrasse au dernier étage (toit) offre une vue magnifique sur la vieille ville de Jérusalem

 (août 2024).
La mise en forme du texte ne suit pas les recommandations de Wikipédia : il faut le « wikifier ».
Les points d'amélioration suivants sont les cas les plus fréquents. Le détail des points à revoir est peut-être précisé sur la page de discussion.
- Les titres sont pré-formatés par le logiciel. Ils ne sont ni en capitales, ni en gras.
- Le texte ne doit pas être écrit en capitales (les noms de famille non plus), ni en gras, ni en italique, ni en « petit »…
- Le gras n'est utilisé que pour surligner le titre de l'article dans l'introduction, une seule fois.
- L'italique est rarement utilisé : mots en langue étrangère, titres d'œuvres, noms de bateaux, etc.
- Les citations ne sont pas en italique mais en corps de texte normal. Elles sont entourées par des guillemets français : « et ».
- Les listes à puces sont à éviter, des paragraphes rédigés étant largement préférés. Les tableaux sont à réserver à la présentation de données structurées (résultats, etc.).
- Les appels de note de bas de page (petits chiffres en exposant, introduits par l'outil «  Source ») sont à placer entre la fin de phrase et le point final[comme ça].
- Les liens internes (vers d'autres articles de Wikipédia) sont à choisir avec parcimonie. Créez des liens vers des articles approfondissant le sujet. Les termes génériques sans rapport avec le sujet sont à éviter, ainsi que les répétitions de liens vers un même terme.
- Les liens externes sont à placer uniquement dans une section « Liens externes », à la fin de l'article. Ces liens sont à choisir avec parcimonie suivant les règles définies. Si un lien sert de source à l'article, son insertion dans le texte est à faire par les notes de bas de page.
- La présentation des références doit suivre les conventions bibliographiques. Il est recommandé d'utiliser les modèles {{Ouvrage}}, {{Chapitre}}, {{Article}}, {{Lien web}} et/ou {{Bibliographie}}. Le mode d'édition visuel peut mettre en forme automatiquement les références.
- Insérer une infobox (cadre d'informations à droite) n'est pas obligatoire pour parachever la mise en page.

Pour une aide détaillée, merci de consulter Aide:Wikification.
Si vous pensez que ces points ont été résolus, vous pouvez retirer ce bandeau et améliorer la mise en forme d'un autre article.

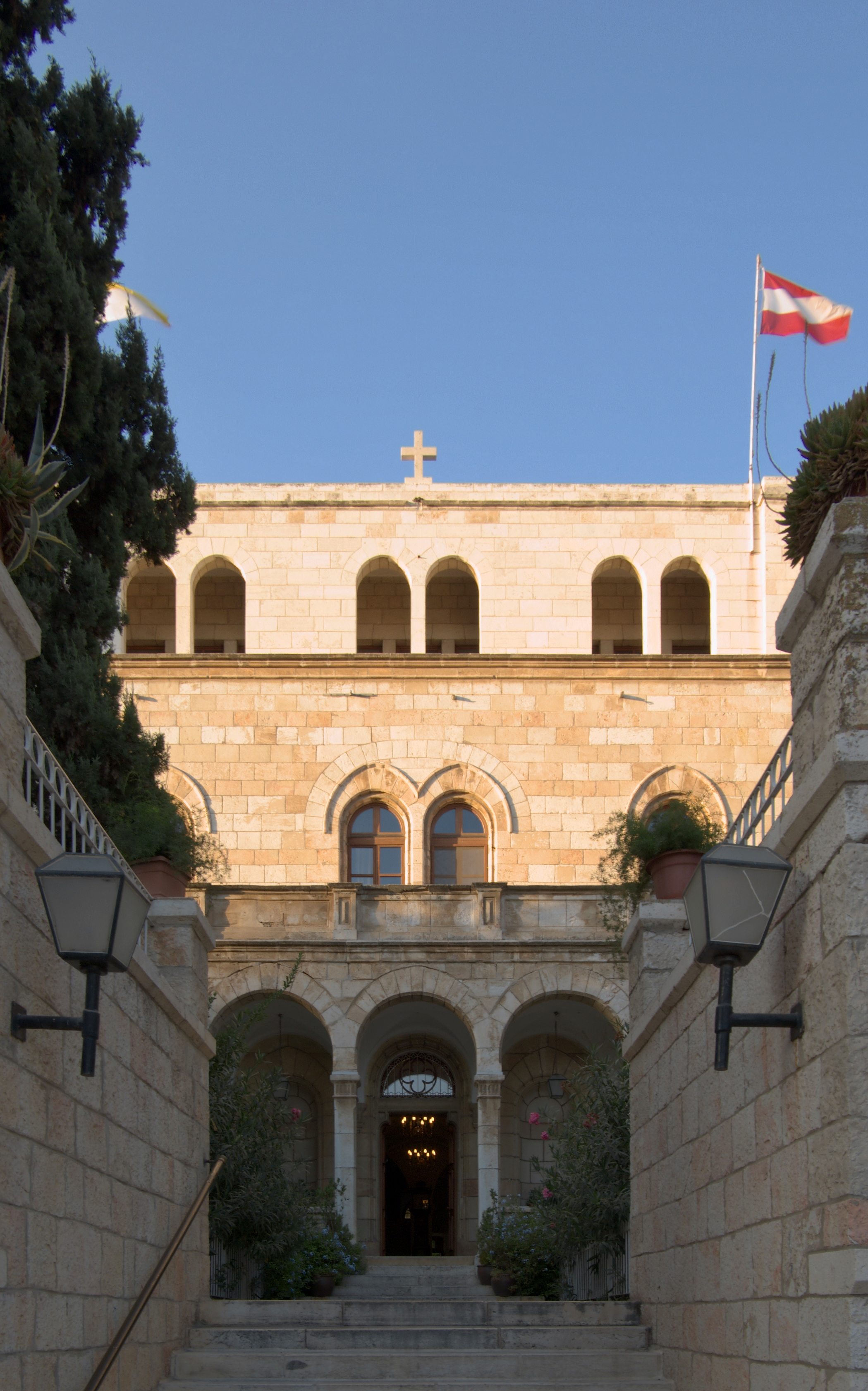
L'Hospice Autrichien dedié à la Sainte Famille à Jérusalem

L’Hospice Autrichien pour la Sainte Famille dans la vieille ville de Jérusalem est une auberge construite pour les pèlerins par l’Église catholique autrichienne. Située au croisement de la Via Dolorosa et de la rue Al Wad (« route de la Vallée »), elle est dans le quartier musulman de la vieille ville de Jérusalem, à la troisième station du Chemin de croix. Markus Stephan Bugnyar en est le recteur depuis 2004. L’hospice, fondé en1856 et ouvert le 19 mars 1863, figure parmi les plus vieilles auberges en Terre sainte. L’Église de la Sainte Famille est située à l’intérieur du bâtiment principal.

## Historique

### Contexte Historique
Au cours du XIXe siècle, l’intérêt des nations européennes pour le Levant s’accroît avec l’arrêt de la conquête des Égyptiens, conduits par Méhémet-Ali, par l’alliance de l’Autriche, la Grande-Bretagne, la Prusse et la Russie et le retour de la région sous le contrôle du Sultan de l’Empire ottoman. La Prusse, la Grande-Bretagne, l’Empire tsariste et l’Empire autrichien commencent, au milieu des années 1840, à établir les premiers consulats et leurs institutions religieuses nationales respectives. Le 1er mai 1849, l’Autriche ouvre son vice-consulat. En 1852, Conte Josef Pizzamano, vice-consul autrichien, propose de construire un hôpital pour pèlerins avec une église associée afin de renforcer l’influence de l’Autriche en tant que puissance protectrice des chrétiens au Moyen-Orient. L’archevêque de Vienne, Joseph Othmar de Rauscher, reprenant l’idée de Pizzamano, décide de construire une auberge avec une petite infirmerie afin d’y accueillir les pèlerins sujets de la monarchie.

### Histoire de la construction et fondation
Au début de 1854, un site de construction de 3956 m² situé à l’intersection de la Via Dolorosa et de la rue El-Wad dans la vieille ville de Jérusalem, est acheté par Pizzamano pour la somme de 5 700 florins hongrois. Le célèbre architecte Ermete Pierotti soumet les premiers plans, cependant la conception finale et la mise en œuvre seront finalement confiées à Anton Endlicher. Ce dernier viendra à Jérusalem en novembre 1855 accompagné de deux contremaîtres polonais : Josef Wenz et Johann Wiltner.
Au début de l’année 1856, à la suite des coûts et du temps pris par les travaux de terrassement, le Cardinal Rauscher modifie la conception de la façade. De nouveaux plans de construction sont approuvés et les travaux démarrent. Le financement est assuré par la Collecte pour la Terre sainte et des donateurs privés. La première pierre est posée le 31 décembre 1856. À la suite de divers problèmes, Josef Wenz remplace Anton Endlicher et devient chef de chantier.
Le 20 octobre 1858, la clé de voûte de l’édifice, la chapelle de l’hospice, est consacrée par le Patriarche latin de Jérusalem Giuseppe Valerga et l’auberge des pèlerins est inaugurée le 19 mars 1863.

### Sous la dynastie des Habsbourg
Hermann Zschokke est nommé recteur de l’hospice autrichien en1864, et sous sa direction des ajouts et une modernisation sont effectués. En 1868, la direction de l’hospice réclame de l’aide pour l’entretien de l’hospice et la même année, deux femmes venant d’Austro-Hongrie sont envoyées à Jérusalem pour remplir ses fonctions.
Novembre 1869 marque une date importante pour la popularité des pèlerinages de la fin du XIXe siècle, avec le pèlerinage en Terre sainte de l’empereur François-Joseph Ier. Ce dernier profite de ce pèlerinage pour assister à l’inauguration du canal de Suez. En outre, il est le premier monarque européen à visiter la Terre sainte depuis la fin de l’Empire des Croisés. Cette visite constitue un véritable symbole pour les générations de pèlerins de la monarchie.

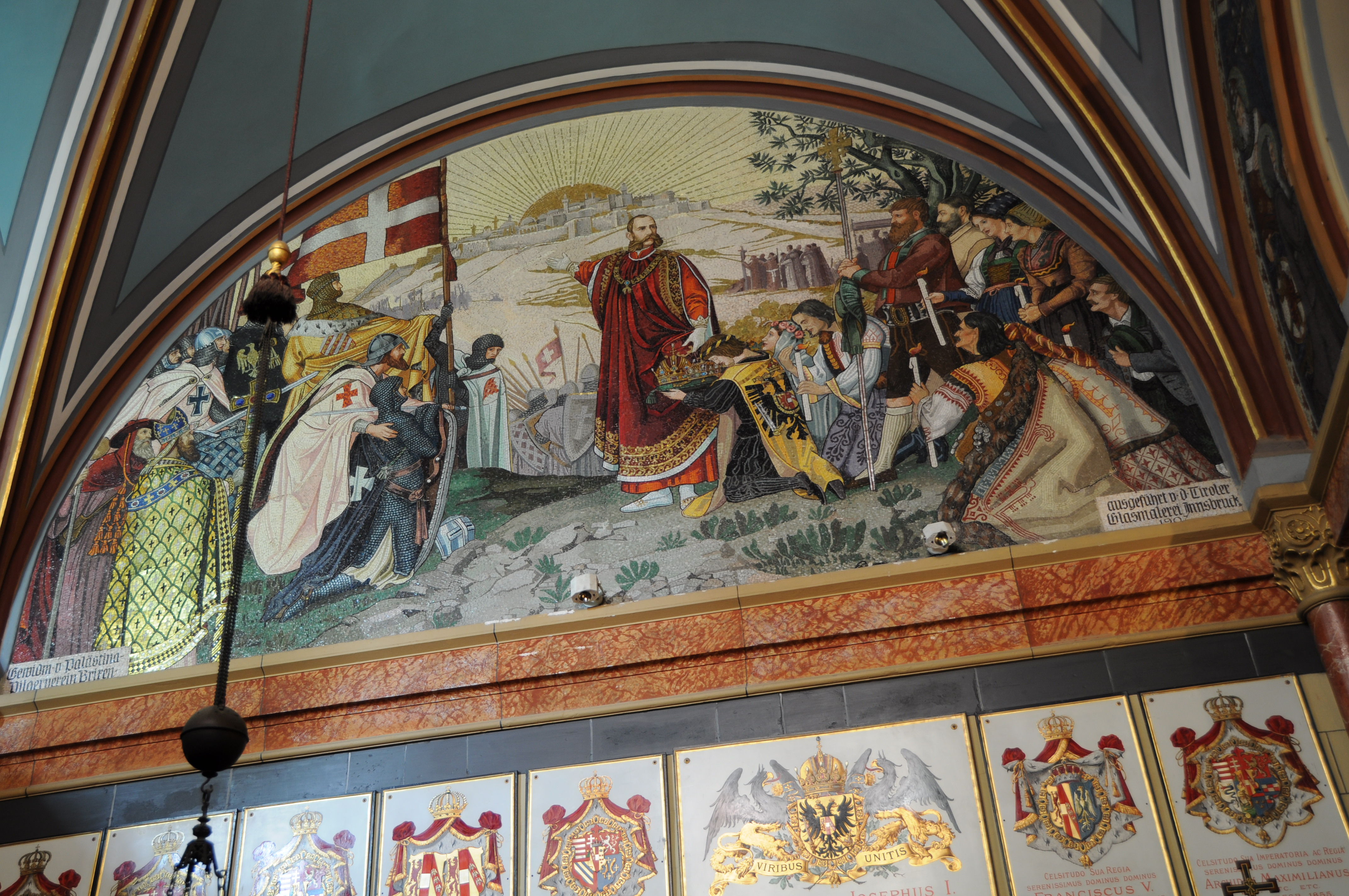
Mosaïque « Die kriegerische und friedliche Pilgerung Österreich-Ungarns nach dem hl. Land » (Pèlerinage guerrier et pacifique d'Autriche-Hongrie en Terre sainte depuis les temps les plus anciens).

En 1895, Hermann Zschokke, ancien recteur de l’hospice autrichien, devenu curateur (le président du conseil d´administration siégeant à Vienne) prône la restructuration et la modernisation des bâtiments, invoquant le changement de la nature et du caractère des pèlerinages. Afin d’intégrer la moitié hongroise de l’empire, Stephan Csarszky est nommé vice-recteur et l’hospice désormais renommé « hospice austro-hongrois de la Sainte Famille ». Au cours de l’été 1896, quatre sœurs de la congrégation Saint-Charles-Borromée ainsi qu’un jardinier viennois sont recrutés pour prendre en charge tout ce qui relève de la cuisine et de la lingerie. En 1898, plus de 500 personnes prennent part au premier pèlerinage du peuple tyrolien vers la Terre sainte, sous la direction du colonel Heinrich Himmel de Agisburg.

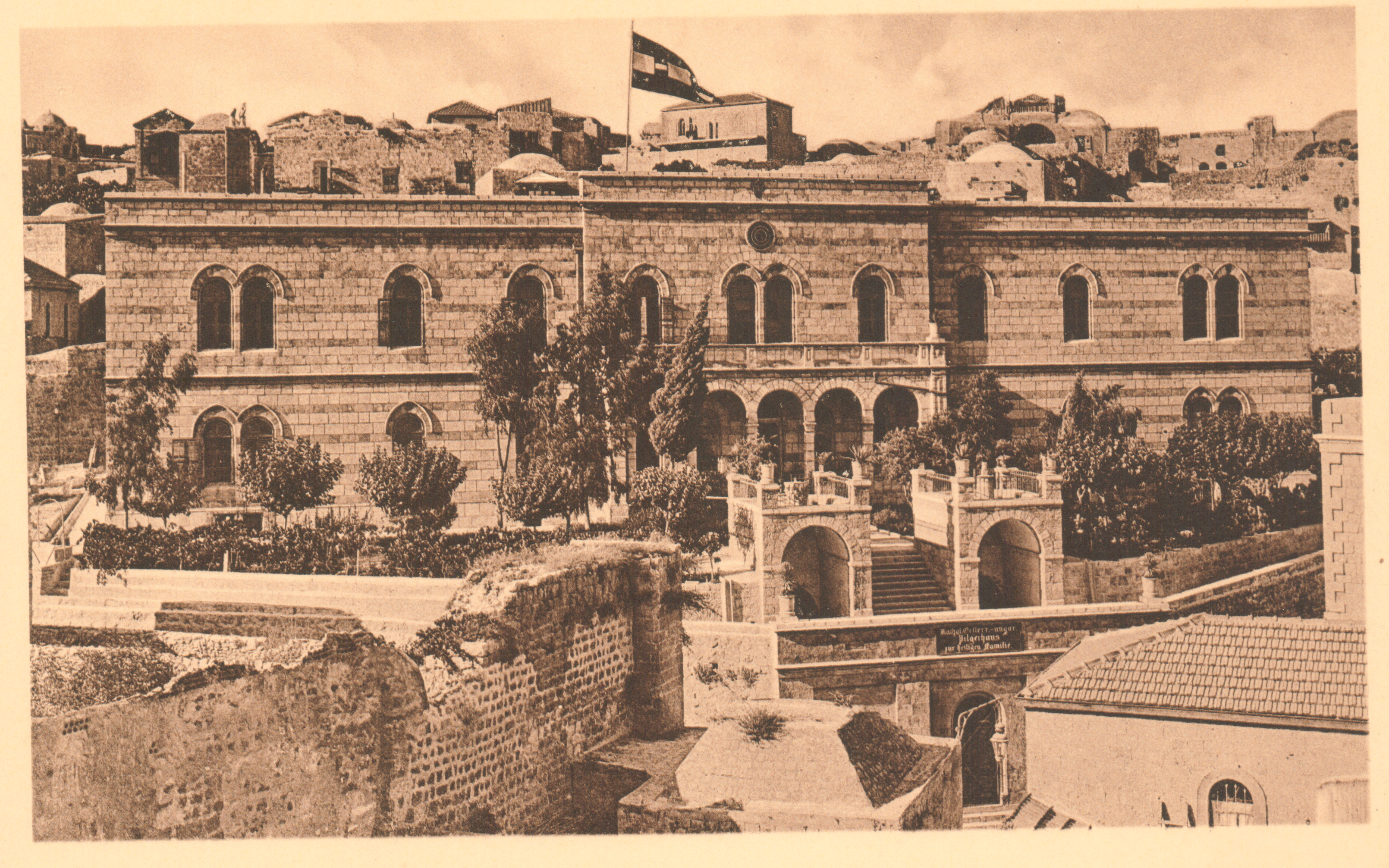
Carte postale de la façade de l’hospice autrichien à la fin du XIXe siècle

L’année 1902 voit le nombre de lits s’accroître à 100, ainsi que la construction de la terrasse. En 1903, afin de fournir un logement aux sœurs, on pose la première pierre d’un bâtiment dont la construction s’achève en 1904.
En 1908, à l’occasion du 60e anniversaire de l’accession au trône de l’empereur François-Joseph, on entame des travaux dans la chapelle. Cet embellissement comprend les deux autels latéraux de l’Ordre Teutonique des chevaliers, une mosaïque des saints les plus éminents des Terres de la Couronne dans le dôme de l’abside, de nouveaux confessionnaux et des bancs, et une nouvelle sacristie. Ces travaux se poursuivent jusqu’en 1910. Franz Fellinger, qui avait déjà occupé les fonctions de recteur de l’hospice de1900 à 1906, le redevient en 1913.

### L’hospice pendant la Première Guerre mondiale

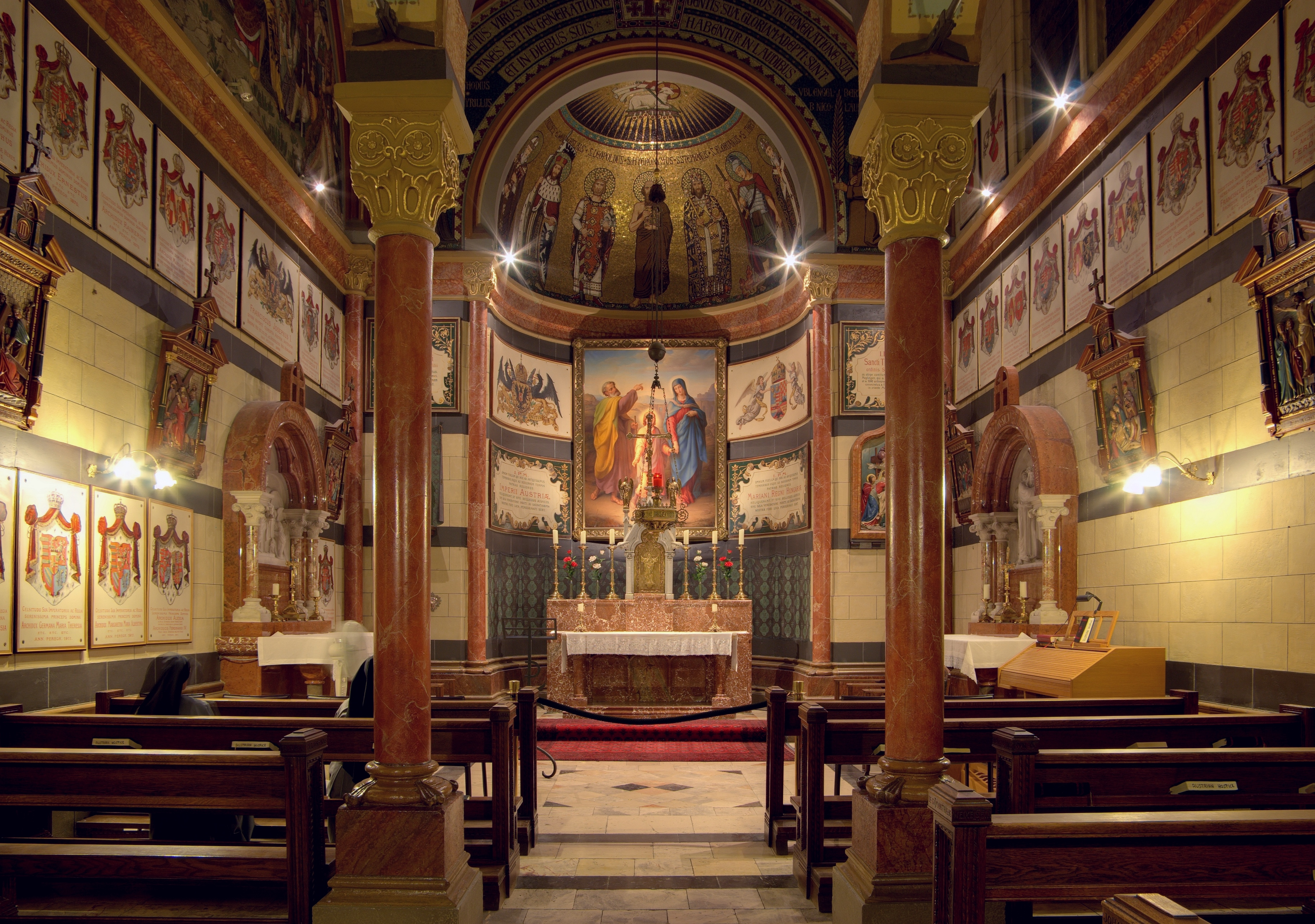
L'autel de la chapelle de l'hospice

L’Empire ottoman entre dans la Première Guerre mondiale aux côtés de l’alliance formée par les Empires centraux. Le 9 septembre 1914, pendant la phase de mobilisation, les Capitulations de l’Empire ottoman sont annulées et les institutions ecclésiastiques des États, désormais ennemis, sont réquisitionnées.
En novembre 1914, le Sultan déclare la Guerre sainte, et tous les citoyens de la Triple-Entente, y compris le clergé, sont obligés de quitter Jérusalem. L’atmosphère de la ville est sombre et hostile. Le général Ulrich Bank devient commandant de la ville et l’hospice autrichien devient le lieu de rencontre du personnel militaire allemand et austro-hongrois.
Cependant, les troupes ottomanes ne parviennent pas à repousser l’armée britannique en Égypte et en 1915 les unités britanniques entrent dans le Moutassarifat de Jérusalem.
Pour éviter la réquisition, en février 1916, l’hospice est converti en maison de convalescence pour les officiers et soldats, et, en mai 1916, deux obusiers de montagne de la batterie de la division d’artillerie Von Marno sont déplacés à Jérusalem pour les protéger. En novembre 1917, Jérusalem devient une zone de combat, les fonctionnaires consulaires et militaires austro-hongrois évacuent la ville, seuls le recteur Fellinger et les sœurs restent dans l’hospice pour le protéger du pillage.
Le 11 décembre 1917, le général Edmund Allenby entre à pied dans Jérusalem sans aucun combat. Le 16 février 1918, l’hospice autrichien est réquisitionné par l’administration britannique et converti en un orphelinat anglican pour les enfants chrétiens syriens.

### Période du Mandat britannique
Le 29 août 1919, l’orphelinat est fermé et, le jour même, l’hospice est remis sous la responsabilité de son conseil d’administration. Le recteur Franz Fellinger reprend immédiatement la direction de l’hospice. À la suite de l’observation, puis de l’indemnisation ultérieure de l’administration britannique, les travaux de nettoyage, de désinfection et de réparation de l’hospice commencent à la fin du mois d’octobre 1919.
Dans les années d’après-guerre, l’hospice est converti en pension pour les responsables administratifs et les officiers britanniques, afin d’en financer l’entretien. Ce revenu permet également l’électrification complète du bâtiment en 1923. Malgré la demande de nombreux États héritiers de la division de l’ancienne Monarchie des Habsbourg, l’hospice autrichien de la Sainte Famille reste en possession de l’archidiocèse de Vienne. Cependant, en 1924, le nom de l’hospice est modifié avec la suppression du mot « autrichien » et l’entrée d’administrateurs tchèques, hongrois et slovènes au conseil d’administration.
En janvier 1931, le conseil d’administration approuve les plans pour un ajout nécessaire et urgent, et pour ce faire, recrute comme maître d’ouvrage Gottlieb Bäuerle, originaire de Vienne. Les travaux commencent à l’hiver 1932 et se terminent un an après. Le nouveau toit-terrasse avec sa vue sur les toits et coupoles de la vieille ville accroît l’attrait de l’hospice autrichien.
En 1935, Franz Haider est nommé recteur. À la mi-avril 1936, la Grande révolte arabe se déclenche. Le 18 mai 1936, Karl Breitlinger, un fonctionnaire viennois membre de l’hospice, est pris pour cible par erreur et meurt d’une balle dans le dos. Le conflit se dissipe lentement et en 1937, l’hospice accueille 498 personnes. Après la signature de l’Anschluss, le statut légal de l’hospice autrichien reste indéfini et il a le statut d’une institution cléricale indépendante. Le troisième Reich, qui convoite l’hospice autrichien et sa position au Moyen-Orient, essaie d’exercer des pressions sur le recteur, par un gel des salaires. Le cardinal Theodor Innitzer résiste et déclare que l’hospice autrichien est une institution ecclésiastique, dont le transfert ne peut être effectué que par décision du conseil d’administration. Il prétexte que le conseil ne peut se réunir qu’en présence de tous ses membres, ce qui est impossible pour des raisons politiques puisqu’ils appartiennent à différents diocèses de l’ancienne Monarchie des Habsbourg.
En 1939, après la déclaration de guerre du Royaume-Uni, l’hospice est confisqué par le pouvoir et Franz Haider, son recteur, emprisonné pendant cinq jours. Il est libéré grâce à l’intervention de Franz Fellinger. L’hospice devient un camp d’internement pour les gens de l’église, et les citoyens allemands et italiens. Le cardinal Fellinger ainsi que les cinq sœurs franciscaines de Vöcklabruck restent dans l’hospice afin d’en assurer la maintenance. Avant Noël, la plupart des 29 internés de l’hospice sont relâchés et jouissent d’une liberté de mouvement limitée. Seuls, le recteur Haider et le prêtre lazariste Leo Schmitt restent internés.
Le 8 mars 1940, Haider est transféré dans un camp d’internement à Saint-Jean-d’Acre, et laisse la direction aux cinq sœurs. En mai, de nouvelles arrestations se déroulent et des hommes d’église des forces de l’Axe sont internés. Les 80 internés, dont 23 personnes laïques, sont transférés le 28 juin à un monastère franciscain afin de laisser la place à 170 femmes et enfants britanniques, réfugiés en provenance d’Égypte. Dès janvier 1941, ils quittent l’hospice et les sœurs sont autorisées à y retourner. Afin de déterminer les dommages causés au bâtiment, le recteur Franz Haider est amené à Jérusalem du camp d’internement de Haïfa, où il avait été transféré. Ensuite, l’hospice est transformé en un camp pour les 150 religieuses du Troisième Reich. Le recteur désigné est le directeur de l’école allemande Schmit de Jérusalem, le Père Johannes.
En juillet 1943, le camp d’internement est fermé et toutes les sœurs sont autorisées à retourner à leurs couvents respectifs.
En mai 1944, l’armée britannique décide d’établir une école d’officiers dans l’hospice. Abba Eban, qui deviendra plus tard ministre des Affaires étrangères israélien, y enseigne. Les sœurs continuent de gérer la cuisine et le bâtiment. Le recteur Franz Haider n’obtient pas la permission de revenir en Palestine sous mandat britannique.
En septembre 1947, l’école d’officiers est fermée pour devenir un poste de police britannique.
Le 6 janvier 1948, les Britanniques se retirent de la vieille ville de Jérusalem et le 22 avril 1948 l’hospice autrichien revient officiellement sous la responsabilité du recteur, le père Sonnen. Cependant, placé sous l’administration de la Croix rouge, l’hospice devient un hôpital.
Le 1er mai 1948, les premiers patients y sont transférés.

### Sous l'administration jordanienne
Pendant la guerre israélo-arabe, l’hospice sert d’hôpital militaire. Le 10 juin 1948, une grenade est lancée sur un balcon de l’hospice et tue une infirmière et quatre patients. À ce moment-là, l’administration de l’hôpital est sous la responsabilité de la Croix rouge et de l’administration transjordanienne. Les nonnes autrichiennes aident activement à soigner les malades. Après l’armistice entre la Transjordanie et Israël le 3 avril 1949, l’hospice se trouve dans la partie occupée par la Transjordanie.
En avril 1950, la Cisjordanie et Jérusalem Est sont intégrés à la Transjordanie. À la fin du mois de septembre, Franz Haider, en exil forcé en Australie où il exerçait comme aumônier à Melbourne, revient comme recteur à l’hospice et entame immédiatement des négociations avec le gouvernement d’Amman, afin de conclure un accord de location de l’hospice comme hôpital. En 1953, ces négociations aboutissent avec la signature d’un bail provisoire d’une durée de trois ans entre le gouvernement transjordanien et l’archidiocèse.
Des travaux de réparation démarrent en 1951. Le 20 juillet de cette même année, le Roi Abdallah I est attaqué. Admis à l’hospice autrichien, il succombe à ses blessures malgré les soins d’urgence diligents de sœur Liliosa Fasching.
Le 15 mars 1954, le recteur Franz Haider, déjà très malade, retourne à Vienne, tout en gardant ses fonctions. Les sœurs franciscaines de Vöcklabruck, fidèles à leur mission, maintiennent une présence et une influence autrichiennes à l’hospice.  
En 1961, au nom du recteur Franz Haider, l’administrateur palestinien chrétien de l’hospice, Antoine F. Albina, prolonge le bail conclu avec l’administration transjordanienne.
En 1966, le gouvernement d’Amman se montre favorable à des négociations sur la fermeture de l’hôpital, d’autre part Franz Sauer est nommé de nouveau recteur par le conseil d’administration.
L’espoir de voir l’hospice revenir à ses premières fonctions disparaît le 5 juin 1967 avec le déclenchement de la guerre des Six Jours où l’hospice est de nouveau converti en hôpital de guerre. L’armée israélienne conquiert la vieille ville ; le futur de l’hospice des pèlerins est de nouveau incertain.

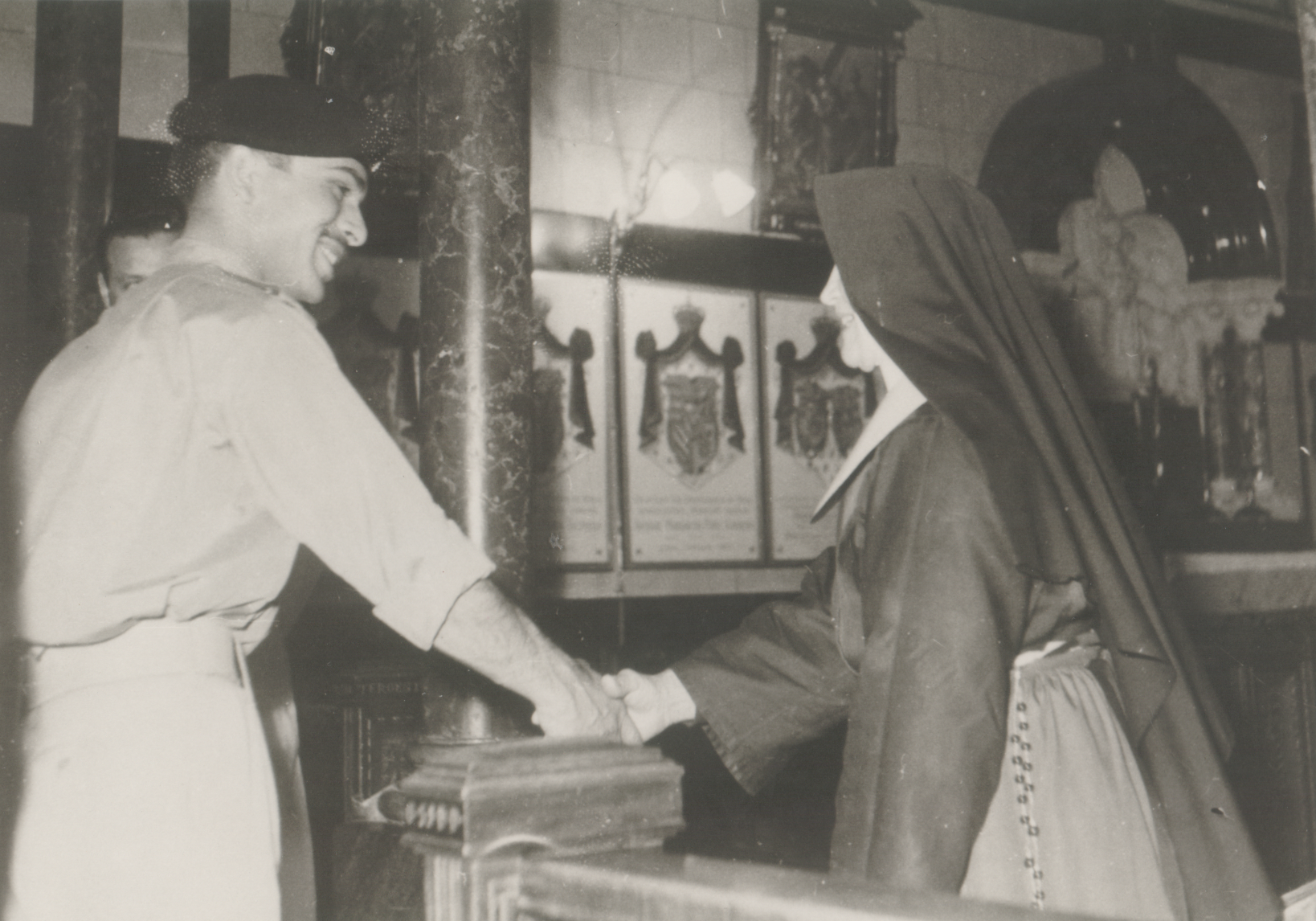
Le roi Hussein I de Jordanie et Sœur Liliosa Fasching, en 1961

### Retour et réouverture
Au début des années 1970, on espère une restitution, mais l’hospice étant situé dans une partie de la ville contestée en vertu du droit international constitue un précédent pour chacune des deux parties. Si les Israéliens exigent un loyer, cela vaudrait une reconnaissance de la partie annexée de la vieille ville par Israël ; pour l’église catholique d’Autriche, le statut de l’hospice ne doit pas changer, il doit continuer à être un hôpital pour lequel la Jordanie paie un loyer. De son côté, le recteur Franz Sauer commence à organiser des pèlerinages et à les mener à l’hospice, bien que celui-ci n’accueille plus les pèlerins, et ce depuis longtemps.
En 1980, le ministère de la Santé israélien annonce la suppression de 24 postes d’employés, la population arabe proteste, et les manifestations, grèves et campagnes médiatiques se multiplient. L’administration arabe fait alors pression pour transformer l’hospice en un hôpital moderne. Le recteur Franz Sauer s’y oppose en invoquant la vocation première de l’hospice, à savoir l’accueil de pèlerins.
À Noël 1984, la santé du Recteur se détériore et pour l’aider Manfred Kniewasser est nommé vice-recteur.
Du fait des économies budgétaires, le ministère de la santé israélien décide de la fermeture de l’hôpital au 31 juillet 1985. Pour éviter les protestations, le gouvernement israélien décide de l’évacuer deux jours avant. Ce qui provoque une grève générale de la population arabe.
Ensuite, l’hospice demeure vide et déserté jusqu’à ce qu’en décembre 1985, deux avocats, Julius Schuster et Franz Eckert, prennent le contrôle du bâtiment sous scellés pour l’usage du conseil d’administration. Le 21 décembre, la première messe est célébrée dans la chapelle et le premier groupe de pèlerins est accueilli à l’hospice à la fin du mois.
Une rénovation générale du bâtiment est entreprise au début du mois de janvier 1987. La majorité des travailleurs et le maître d’ouvrage sont arabes. Tout le bâtiment est modernisé et les larges fresques du Salon sont exposées et rénovées.
En février 1988, la majeure partie du bâtiment est restaurée et le 19 mars, pour les 125 ans de l’inauguration de la chapelle, l’hospice autrichien de la Sainte Famille est officiellement rouvert. Wolfgang Schwarz en est le nouveau recteur. Trois sœurs de la Congrégation de Jésus, cinq employés arabes et quelques volontaires autrichiens en constituent le personnel.
Le 7 janvier 1991, l’hospice est officiellement fermé du fait de la guerre en Irak. Cependant, un mois après la situation s’améliore. Sœur Glasauer retourne alors en Autriche. Le théologien Johann Krammer est nommé assistant du recteur et, pour la première fois, un laïc est nommé à ce poste.

## Période actuelle
Les années de la deuxième Intifada de 2000 à 2005 apportent de lourdes pertes, la fréquentation de l’hospice est souvent en dessous de 20 % de sa capacité habituelle. Durant ces années, les diocèses autrichiens doublent la collecte de fonds du dimanche des Rameaux, afin de pouvoir garder « leur maison en Orient » ouverte.
En mai 2004, Markus Stephan Bugnyár, prêtre du diocèse de Burgenland, devient recteur de l’hospice, ayant auparavant étudié plusieurs semestres à l’École biblique et archéologique française de Jérusalem, il est particulièrement qualifié pour le ministère pastoral des pèlerins .
Bernadette Schwarz, sœur originaire de Haute-Autriche, est nommée gestionnaire en chef en 2008, et en septembre 2011 elle devient vice-rectrice — Première femme à exercer cette fonction, elle les quitte fin août 2019.
Depuis 2004, l’hospice a subi de profondes modifications, effectuées par étapes, tant en termes de structure que de contenu. Afin de ne pas interrompre le fonctionnement de l’hospice, les différentes mesures ont été réparties dans des projets distincts. La construction de la Casa Austria, nouvelle aile située dans la partie nord-est de la propriété sur la Via Dolorosa, essentielle pour l’achèvement de l’hospice d’un point de vue historique, a été inaugurée en avril 2019. Ainsi, l’hospice des pèlerins a atteint la taille qui avait été prévue en 1863. L’hospice compte désormais 45 chambres.
Depuis le 1er juillet 2018, l’hospice autrichien porte officiellement le mot « pèlerin » puisqu’il se nomme désormais « l’hospice autrichien des pèlerins dedié à la Sainte Famille à Jérusalem .
Le Café viennois de l’hospice de Jérusalem s’est agrandi au fur et à mesure et en 2019 a pris le nom de « Café Trieste » : en mémoire des premiers pèlerinages dont le point de départ était le port de Trieste, ville portuaire de la monarchie austro-hongroise. La pandémie de Corona en 2020-22 et la guerre d'Israël contre le Hamas qui a éclaté en octobre 2023 retardent actuellement le début des travaux.
En tant qu’institution autrichienne, l’hospice met un point d’honneur à offrir l’hospitalité d’Europe centrale aux pèlerins visitant les lieux saints. Comme institution culturelle et éducative, l’« Académie de l’hospice autrichien » offre un lieu de rencontre interculturelle entre le christianisme, le judaïsme et l’islam sous forme de conférences, d’expositions, de publications et de concerts.
En tant qu’institution sociale, l’hospice a une responsabilité sociale qui se traduit par la création d’emplois et le soutien aux enfants et aux jeunes dans le besoin pour qu’ils reçoivent suivre une éducation ou une formation continue, et également par un appui aux jeunes familles. D’autre part, l’hospice apporte son soutien à la paroisse catholique « Vers la Sainte Famille » située à Gaza, mission créée en 1887 par le vice-recteur de l’hospice, Georg Gatt, originaire du Tyrol du Sud.
Depuis le début des années 1990, il est possible d’effectuer un service de coopération civile à l’hospice, et depuis le 1er janvier 2016, cette possibilité est conforme à la loi sur le service volontaire .
Une série de festivités est également prévue pour 2024 à l'occasion des 20 ans de rectorat de Markus St. Bugnyár.

## Liste des recteurs de l'hospice autrichien

Albert von Hörmann, 1866 - 1867
Dr. Franz Fellinger, 1902 - 1906 et 1913 - 1935
Georg Gatt, 1872 - 1873
Johann Fahrngruber, 1875 - 1879

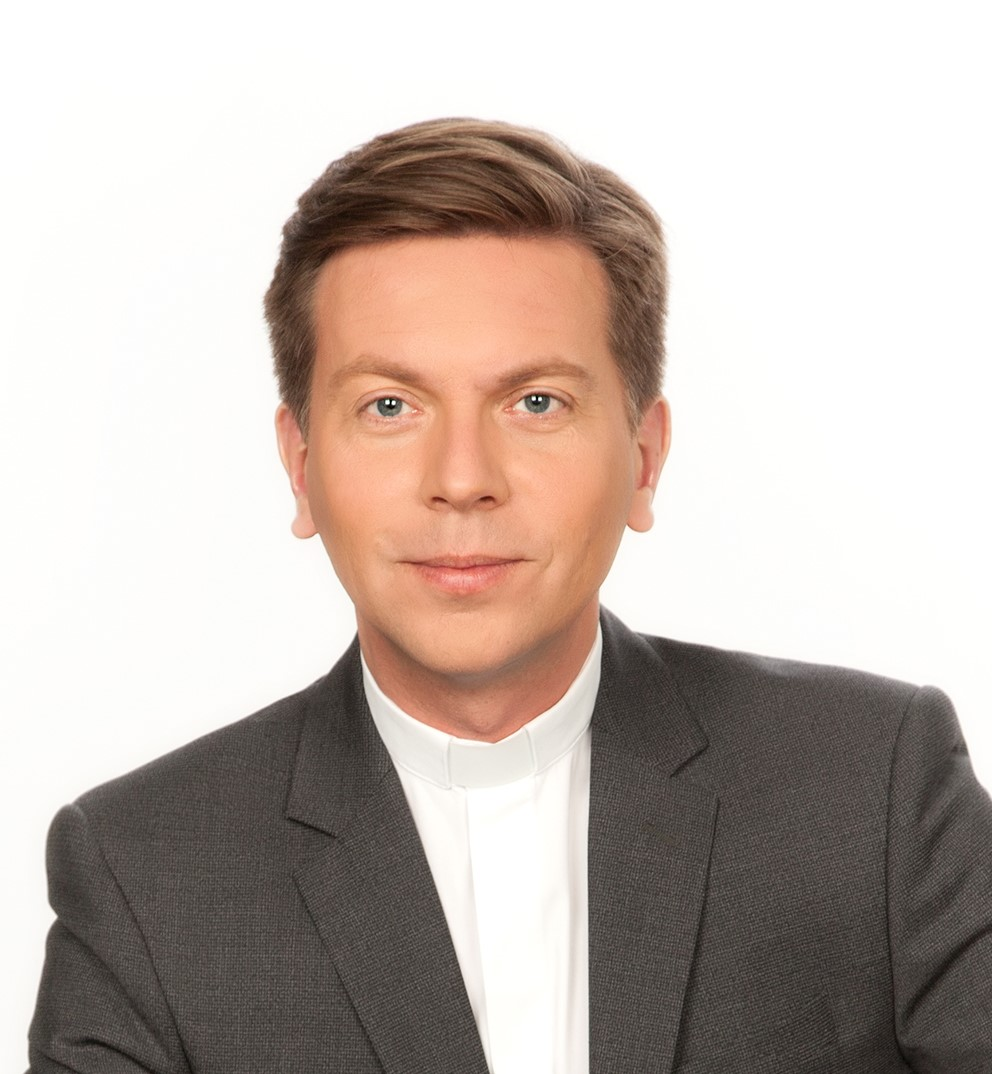
Markus St Bugnyár, depuis 2004

| Nom                        | Ville ou région d’origine | Dates d’exercice |
| Eduard Kröll               | Brno                      | 1863–1864        |
| Hermann Zschokke           | Česká Lipa                | 1864–1866        |
| Albert v. Hörmann          | Brégence                  | 1866–1867        |
| Anton Wecera               | Moravie                   | 1867–1868        |
| Franz Horvath              | Carniole                  | 1868–1870        |
| Stephan Rosenberger        | Vienne                    | 1870–1871        |
| Ignaz Fischer              | Hradec Králové            | 1871–1873        |
| Karl Schnabl               | Vienne                    | 1873–1876        |
| Johann Fahrngruber         | Sankt Pölten              | 1876–1879        |
| P. Franz Josef Costa-Major | Tyrol                     | 1879–1892        |
| Richard Joch               | Hranice                   | 1893–1895        |
| Franz Malecek              | Prague                    | 1895–1897        |
| Stephan Csarszky           | Esztergom                 | 1897–1902        |
| Franz Fellinger            | Linz                      | 1902–1906        |
| Martin Ehrlich             | Gurk                      | 1906–1910        |
| Leopold Dangelmajer        | Esztergom                 | 1910–1911        |
| Jakob André                | Salzbourg                 | 1911–1913        |
| Franz Fellinger            | Linz                      | 1913–1935        |
| Franz Haider               | Vienne                    | 1935–1954        |
| Ernst Bannert              | Burgenland                | 1964–1966        |
| Franz Sauer                | Graz                      | 1966–1987        |
| Wolfgang Schwarz           | Vienne                    | 1987–2004        |
| Markus St Bugnyár          | Burgenland                | Depuis 2004      |

## Liens Internet
- www.austrianhospice.com
- Eintrag zu Österreichisches Hospiz in Jerusalem im Austria-Forum (im Heimatlexikon)